# Puissance énergétique
 (janvier 2024).

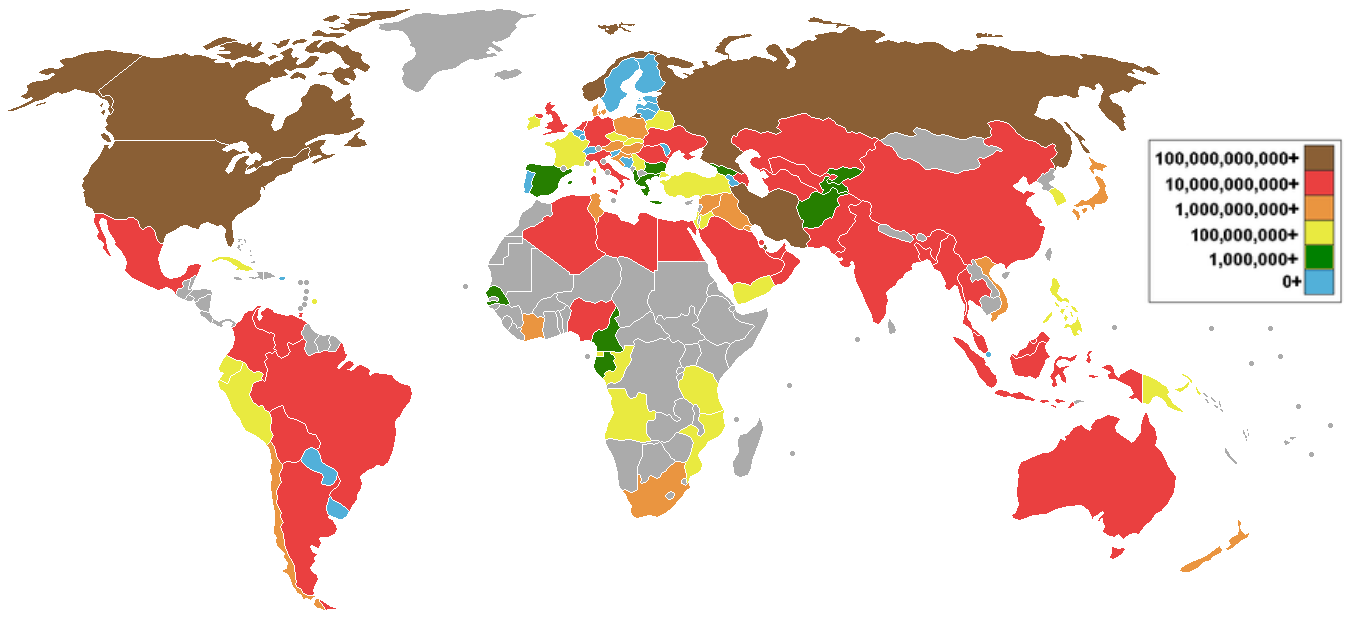
Production de gaz naturel par pays.

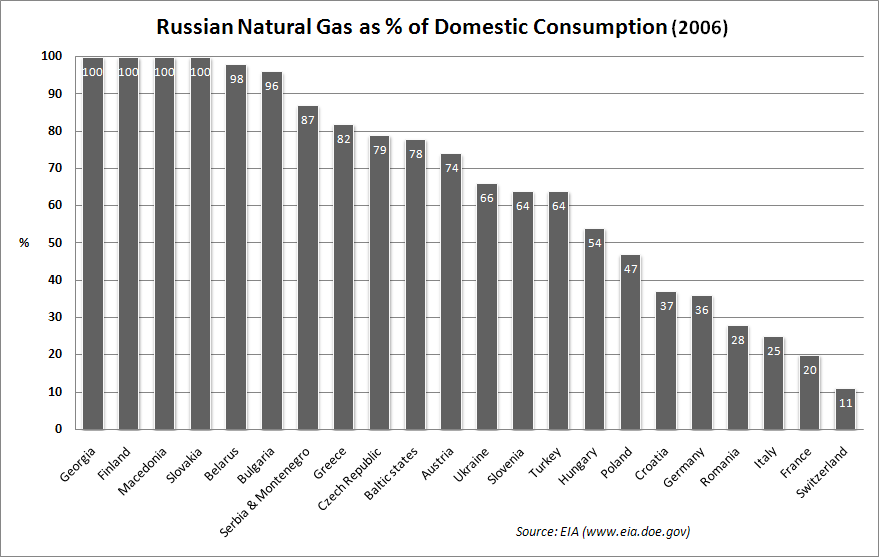
Dépendance vis-à-vis du gaz naturel russe.

Une puissance énergétique est un État qui dispose de grandes quantités de ressources énergétiques (pétrole, gaz naturel, charbon, uranium etc.) et donc qui a la capacité d'influencer les marchés mondiaux pour obtenir un avantage politique ou économique. Par exemple, la Russie, l'Arabie saoudite, le Canada, le Venezuela et l'Iran sont considérés comme des puissances énergétiques.
Le concept de « puissance énergétique » ne doit cependant pas être confondu avec les concepts de « puissance émergente » ou de « superpuissance » puisque la nature d'une puissance énergétique ne se base pas sur la sphère militaire et politique d'un État.

## Liste des puissances énergétiques majeures
- Australie (exportations de gaz naturel)[5] ;
- Arabie saoudite (exportations de pétrole) ;
- Canada (exportations de pétrole) ;
- Iran (exportations de pétrole) ;
- Russie (exportations de gaz naturel) ;
- Venezuela (exportations de pétrole).